# Haplogeotrupes reddelli
Haplogeotrupes reddelli is een keversoort uit de familie mesttorren (Geotrupidae). De wetenschappelijke naam van de soort werd in 1980 gepubliceerd door Henry Fuller Howden.